# Amblychaeta picticornis
Amblychaeta picticornis là một loài ruồi trong họ Tachinidae.